# Charles Borah
Charles "Charley" Edward Borah (Fairfield, 11 de novembro de 1906 – Phoenix, 4 de novembro de 1980) foi um velocista e campeão olímpico norte-americano.
Conquistou a medalha de ouro em Amsterdã 1928 integrando o revezamento 4x100 m junto com Frank Wykoff, James Quinn e Henry Russell, que igualou o recorde mundial vigente, 41s0.